# Nel regno della natura (programma televisivo)
Nel regno della natura (Wild Kingdom o anche Mutual of Omaha's Wild Kingdom) è stato un programma televisivo documentaristico statunitense, incentrato sulla fauna selvatica e la natura. Prodotto dal 1963 al 1988, venne riproposto nel 2002. La seconda incarnazione dello show è andata in onda fino al 2011 su Animal Planet. Una terza riproposta è riscontrabile su YouTube, con le medesime puntate caricate fra il 2013 ed il 2018.

## Spettacolo
Il conduttore di questa serie fu Marlin Perkins fino al 1985, quando venne sostituito dal suo ex co-conduttore Jim Fowler. La serie divenne molto popolare anche al di fuori degli Stati Uniti; in Italia veniva trasmesso negli anni '90 dalla Rai. 
Lo scopo della serie era quello di introdurre lo spettatore alla vita delle specie animali selvatiche. Vennero girati documentari su specie animali provenienti da tutti i continenti, soprattutto dall'Africa e dal Sud America. Il più delle riprese vennero realizzate con animali addomesticati, ma anche con animali filmati in stato di libertà.